# 僧叡 (中国の僧)
僧叡（そうえい、378年 - 444年）は、中国の東晋時代の僧。

## 概要
魏郡長楽県に生まれ、18歳で出家する。長安に移住した鳩摩羅什に師事して訳経に加わり、鳩摩羅什訳の『大智度論』・『十二門論』などの序を撰述した。